# Fulvio Bolla
Fulvio Bolla (* 25. Januar 1892 in Olivone; † 12. März 1946 in Lugano) war ein Schweizer Journalist und Politiker (FDP).

## Biografie
Fulvio Bolla war als Sohn von Plinio geboren und besuchte nach der obligatorischen Schule das Lehrerseminar von Locarno, wo er das Lehrerdiplom erwarb. Er heiratete Andreina Bianchi aus Cadempino und studierte Mathematik an der Universität Genf, wo er promovierte (Lizenziat). Von 1913 bis 1943 war er Dozent an den Berufsschulen in Lugano. Als Journalist verfasste er ab 1926 Artikel für die freisinnige Tageszeitung Gazzetta Ticinese, dessen Direktor die Zeitung in den Jahren 1929 bis 1943 nach rechts ausrichtete – gegen die Sozialisten, aber ambivalent gegenüber dem Faschismus. Von 1924 bis 1926 war er Präsident der Società ticinese di scienze naturali.
In der Politik engagierte er sich in den Reihen der Freisinnig-Demokratischen Partei. Von 1935 bis 1943 war er Tessiner Grossrat (Präsident im Jahr 1940); ab 1943 Staatsrat. Im Jahr 1938 änderte er seine Haltung zum Faschismus und unterstützte während des Zweiten Weltkriegs mit einer Reihe von Artikeln aktiv demokratisches Gedankengut. Die Beiträge erschienen gesammelt im Band Difesa spirituale (1946).